# 福利洋行商业综合楼
36°04′03″N 120°18′48.5″E / 36.06750°N 120.313472°E
福利洋行商业综合楼，又称克罗格综合楼旧址，是曾经存在于中国山东省青岛市市南区中山路75号、中山路肥城路路口东南角的一处商业建筑，最初为福利洋行创办者马丁·克罗格所有，建于1902年以前，现已不存。

## 历史
中山路75号建筑的早期历史一度扑朔迷离，原有说法称该楼建于1912年，最初是希腊犹太人比尼斯开办的“夏日旅馆”，但历史文献中并无“夏日旅馆”的记载，后来又有观点认为该楼属于德国商人阿尔弗雷德·希姆森（Alfred Siemssen）的祥福洋行。直至该楼2004年拆除后，其早期历史才得以探明。
中山路75号德占时期位于弗里德里希街（Friedrichstraße，今中山路）不来梅街（Bremer Straße，今肥城路）路口东南角，建于1902年以前（约1902年建成），最初仅有一层，约1903-1904年间最终建成。其所在地块自1902年起即为德国商人马丁·克罗格（德語：Martin Krogh）所有。克罗格籍贯德国桑德堡（今属丹麦），19世纪末即携妻子到青岛经商。克罗格1902年曾与哈拉尔德·克列纳（Harald Kliene）合办罗林洋行，经营进出口、建筑材料、矿泉水厂。1903年，克罗格单独创办公司（1905年行名录开始记载有中文公司名“福利洋行”，1914年改为“福礼洋行”），经营矿泉水厂等，公司地址位于中山路75号建筑内。德国商人、药剂师奥托·林克（Otto Linke）开办的凌基洋行也曾设于该楼内。
1914年青岛战役期间，克罗格作为民兵参战，日军占领青岛后因此成为战俘。其地产被日军没收后拍卖，旧明信片显示此处1920年代初为Wine Merchants、J.Benis & Co.等商户所使用，1930至1940年代曾被一家名为“U.S. Bar”的酒吧所使用。另据《青岛市志》记载中山路75号1936年有一家美国人经营的“波连司饭店”。1946年，该楼由中央信托局青岛分局接管，先后出租给伦康大药房、万国理发店、宝罗洋行、小洞天西菜馆等商家。1956年，此处改为公私合营青岛正大百货店，1966年更名为青岛工农兵百货商店，1984年改称青岛中华百货商店（后称青岛中华商场）。2004年2月18日，该楼在中山路改造期间被拆除，同时期整个街区被拆除改造，被拆除的还有宝满洋行、肥城路4号、肥城路6号等老建筑，及红星电影院、青岛饭店等解放后所建旧建筑。该街区现为悦喜客来商场。

## 建筑特色
福利洋行商业综合楼平面呈“L”字形，楼高2层，北侧与西侧的临街立面一层为白色粉墙，二层为清水红砖，主入口位于西北角，其上方凸出一处装饰性塔楼，塔冠为别具一格的洋葱顶（塔楼在建筑拆除前即已不存），与对面的海恩大楼相呼应，形成令人印象深刻的街道景观。

## 图集
- 1900年代初的中山路肥城路路口一带，中央为海恩大楼，其右侧偏下方可见仅有一层的福利洋行与宝满洋行
- 德占时期的福利洋行商业楼，路口向南视角，右侧为福昌书局等建筑
- 第一次日占时期的中山路肥城路路口（向北视角），福利洋行旧址位于右侧
- 1920年代的福利洋行旧址，路口向南视角，可见J.Benis等商户的招牌